# Karen Willcox

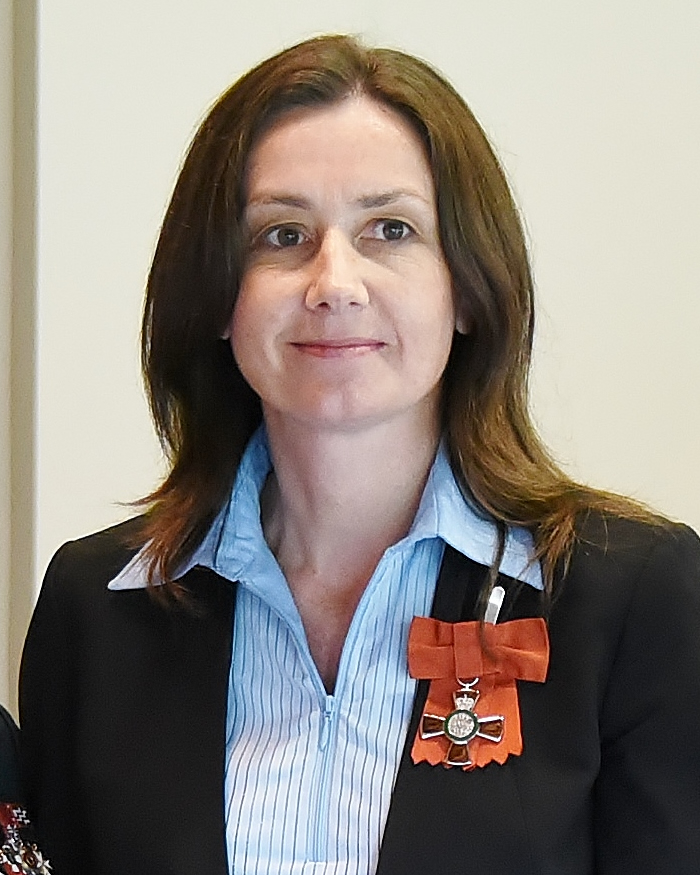
Karen Willcox

 Karen Elizabeth Willcox (* 20. Jahrhundert in Neuseeland) ist  eine neuseeländische Luft- und Raumfahrtingenieurin und Informatikerin. Sie ist Professorin für Luft- und Raumfahrttechnik und technische Mechanik an der University of Texas in Austin, Direktorin am Oden Institute for Computational Engineering and Sciences und Stellvertretende Vizepräsidentin für Forschung. Sie ist Inhaberin des WA „Tex“ Moncrief, Jr. Chair in Simulation-Based Engineering and Sciences und des Peter O’Donnell, Jr. Centennial Chair in Computing Systems. Sie ist außerdem externe Professorin am Santa Fe Institute.

## Leben und Werk
Willcox ist die Tochter eines Klimaanlageninstallateurs und einer Sekretärin und wuchs in West Auckland auf. Sie studierte an der University of Auckland, wo sie 1994 den Bachelor of Engineering, First Class Honours (Engineering Science), erhielt. Danach reiste sie nach Boston und studierte am Massachusetts Institute of Technology. Hier erwarb sie 1996 den Master of Science in Aeronautics mit der Arbeit: Aeroelastic Computations in the Time Domain using Unstructured Meshes. Sie promovierte dort 2000 mit der Dissertation: Reduced-Order Aerodynamic Models for Aeroelastic Control of Turbomachines.
Sie arbeitete bei Boeing Phantom Works in der Flugzeugdesigngruppe Blended-Wing-Body. Ab 2001 forschte sie 17 Jahre lang als Professorin für Luft- und Raumfahrttechnik am Massachusetts Institute of Technology und wurde 2008 Gründungs-Co-Direktorin des MIT Center for Computational Engineering und stellvertretende Leiterin MIT-Abteilung für Luft- und Raumfahrt. Willcox wurde 2009 und 2013 von der National Aeronautics and Space Administration (Nasa) für das Astronautentrainingsprogramm in die engere Wahl gezogen.
2018 wurde Willcox Direktorin des Oden Institute for Computational Engineering and Sciences und stellvertretende Vizepräsidentin für Forschung und Professorin für Luft- und Raumfahrttechnik und technische Mechanik an der University of Texas in Austin. Sie ist Inhaberin des WA „Tex“ Moncrief, Jr. Chair in Simulation-Based Engineering and Sciences und des Peter O’Donnell, Jr. Centennial Chair in Computing Systems.
Willcox ist im nationalen Dienst und in Führungspositionen aktiv. Sie ist Mitglied des wissenschaftlichen Beirats der Abteilung der Luftwaffe, gewähltes Mitglied des AIAA-Kuratoriums, Co-Vorsitzende des National Academies Board on Mathematical Sciences and Analytics und stellvertretende Vorsitzende des Institute for Mathematical Sciences and Analytics Statistical Innovation (IMSI) Board of Advisors, Mitglied des Advisory Board für das Advanced Simulation and Computing (ASC)-Programm am Los Alamos National Laboratory und gewähltes Mitglied des Executive Council der International Association for Computational Mechanics (IACM). Willcox war in mehreren anderen Führungspositionen tätig, unter anderem als Co-Vorsitzender des NSF-Beratungsausschusses für Cyberinfrastruktur, stellvertretende Vorsitzende und Programmdirektorin der SIAM-Aktivitätsgruppe für Computerwissenschaft und Technik, Programmdirektorin der SIAM-Aktivitätsgruppe für Datenwissenschaft und Vorsitzender des AIAA Multidisciplinary Design Optimization Technical Committee.
Sie ist ehemalige Sektionsredakteurin des SIAM Journal on Scientific Computing und Mitglied des Redaktionsausschusses des AIAA Journals Acta Numerica.

## Forschungsgebiete
Die Willcox Research Group entwickelt skalierbare Berechnungsmethoden für den Entwurf technischer Systeme der nächsten Generation. Die Gruppe konzentriert sich insbesondere auf wissenschaftliches maschinelles Lernen und Modellreduktion als Möglichkeit, prinzipielle Näherungen aus Daten zu lernen, sowie auf Multifidelitätsformulierungen, um mehrere Quellen unsicherer Informationen zu nutzen.
Der Forschungsschwerpunkt von Willcox liegt auf der Modellierung reduzierter Ordnung als Möglichkeit, prinzipielle, physikbasierte Näherungen aus Daten und Multifidelitätsformulierungen zu lernen, um mehrere Informationsquellen bei der Entscheidungsfindung zu nutzen. Ihre Modellreduktions- und Multifidelity-Methoden finden in der Wissenschafts- und Ingenieursgemeinschaft breite Anwendung und wurden in Industrie- und Regierungsvorschriften für das Design von Flugzeugsystemen und die Entscheidungsfindung in der Umweltpolitik integriert.
Willcox leitet derzeit mehrere Forschungsteams mit mehreren Institutionen: Sie ist Co-Direktorin des M2dt Multifaceted Mathematics Capability Center des Department of Energy für Multifaceted Mathematics for Predictive Digital Twins. Sie leitet ein MURI-Team der Luftwaffe zum Thema maschinelles Lernen für physikbasierte Systeme. Sie leitet das Rise of the Machines-Team, das robuste, interpretierbare, skalierbare, effiziente Methoden für digitale Zwillinge im Rahmen des Programms Department of Energy AI and Decision Support for Complex Systems entwickelt.
Willcox ist Co-Autorin von mehr als 130 Artikeln in Fachzeitschriften.

## Aktivitäten im Bildungsbereich
Willcox war Co-Vorsitzende der MIT Online Education Policy Initiative, Co-Vorsitzende der Task Force von Präsident Rafael Reif 2013–2014 zur Zukunft der MIT-Bildung und Vorsitzende des MIT OpenCourseWare Faculty Advisory Board. Sie erhielt 2015 ein First in the World-Stipendium des Bildungsministeriums, welches Bildungstechnologien in Community Colleges entwickelte und einsetzte. Sie leitet das Mapping Lab, das Technologien für die Zukunft der digitalen Bildung entwickelt.

## Ehrungen
- 2008: AIAA MDO Technical Committee Service Award
- 2010: Sir Peter Blake Trust Emerging Leader Award
- 2013: AIAA MDO Technical Committee Service Award
- 2016: Distinguished Alumni Award der University of Auckland
- 2017: Mitglied des New Zealand Order of Merit (MNZM)
- 2018: Fellow of the Society for Industrial and Applied Mathematics
- 2019: Fellow des American Institute of Aeronautics and Astronautics (AIAA)[4]
- 2022: National Academy of Engineering
- 2023: USACM JT Oden Medal
- 2024: Theodore von Kármán Prize

## Mitgliedschaften
- Fellow der US Association for Computational Mechanics (USACM)
- Fellow des American Institute of Aeronautics and Astronautics (AIAA)
- Fellow, Society for Industrial and Applied Mathematics (SIAM)
- Fellow, U.S. Association for Computational Mechanics
- National Academy of Engineering (NAE)
- American Society for Engineering Education (ASEE)
- American Mathematical Society (AMS)
- Design Society